# Neurolarthra
Neurolarthra är ett släkte av steklar. Neurolarthra ingår i familjen bracksteklar.
Kladogram enligt Catalogue of Life:
| Neurolarthra | \| \| Neurolarthra procera \| \| \| \| \| \| Neurolarthra ultima \| \| \| \| |
|              | \| \| Neurolarthra procera \| \| \| \| \| \| Neurolarthra ultima \| \| \| \| |
|              | Neurolarthra procera                                                         |
|              |                                                                              |
|              | Neurolarthra ultima                                                          |
|              |                                                                              |